# Президентские выборы в Турции (2023)
Президентские выборы в Турции в мае 2023 года прошли в два тура. Первый тур состоялся 14 мая в рамках всеобщих выборов 2023 года вместе с парламентскими выборами, которые состоялись в тот же день. Второй тур президентских выборов прошёл 28 мая. По итогу победил Реджеп Тайип Эрдоган, ставший президентом страны на последующие пять лет. По оценкам, в общей сложности 64 млн человек имели право отдать свои голоса на выборах, 60,9 млн в Турции и 3,2 млн за рубежом.
Первоначально выборы были назначены на 18 июня, но правительство перенесло их на 14 мая, чтобы избежать совпадения с университетскими экзаменами, паломничеством Хадж и началом летних каникул. Дата 14 мая была выбрана в дань памяти выборам 14 мая 1950 года, фактически положившим начало политическому плюрализму в Турции.
В первом туре действующий президент Реджеп Тайип Эрдоган (с 49,52 % голосов) не смог набрать большинства голосов (необходимые 50 %), поэтому 28 мая был проведён второй тур между ним и занявшим второе место Кемалем Кылычдароглу (44,88 % голосов). Это первые президентские выборы в Турции, которые прошли в два тура.
Действующий президент Эрдоган от Партии справедливости и развития (ПСР) баллотировался в качестве совместного кандидата от Народного альянса, в который помимо ПСР входят Партия националистического движения (ПНД) и две другие более мелкие партии. Национальный альянс, состоящий из шести оппозиционных партий, включая Республиканскую народную партию (РНП), ведущую оппозиционную партию Турции, выдвинул в качестве своего кандидата лидера РНП Кемаля Кылычдароглу. Прокурдская Левая партия зелёных (ЛПЗ) и Альянс труда и свободы поддержали Кылычдароглу. Два других кандидата, а именно лидер Партии Отчизны Мухаррем Индже и кандидат от Альянса предков Синан Оган, также собрали необходимые 100 000 подписей, чтобы баллотироваться; однако за три дня до выборов Индже снял свою кандидатуру, сославшись на клевету и очерняющие кампании против него со стороны конкурирующих кандидатов. Несмотря на это, Индже остался в бюллетенях, а отданные за него голоса были признаны действительными.
Выборы прошли на фоне серии смертоносных землетрясений, в результате которых погибло более 50 000 человек и возникла угроза срыва выборов. Правительство подверглось критике за медленную реакцию на землетрясения и за так называемый «налог на землетрясение». Фигурировал вопрос экономического кризиса, с которым в последние годы столкнулась Турция. В большинстве опросов избиратели определили экономику как область, вызывающую у них наибольшую озабоченность. Накануне второго тура выборов активно обсуждался вопрос сирийских беженцев.

## Политическая ситуация накануне выборов
Предыдущие выборы президента Турции состоялись 24 июня 2018 года. Те выборы стали первыми, проведёнными в соответствии с новыми законами, принятыми в ходе референдума годом ранее; согласно итогам референдума, был совершён переход от парламентской формы правления к президентской республике, срок президентского правления был увеличен на один год до пяти лет; были отменены должности премьер-министра, было увеличено число депутатов парламента и реформирован Верховный совет судей и прокуроров. Победу на выборах одержал действующий президент Реджеп Тайип Эрдоган, занимавший этот пост с 2014 года и получивший по итогам референдума возможность избираться на выборах 2018 и 2023 года. Вместе с тем правящая партия Справедливости и развития на Парламентских выборах того же года потеряла конституционное большинство и была вынуждена договариваться о коалиции с Партией националистического движения, чтобы сохранить право принимать необходимые документы.
Значительным фактором перед выборами стала экономическая ситуация. В июне 2022 года годовая инфляция в Турции превысила 78 %. Цены на энергоносители выросли на 151 %, продукты подорожали на 93,93 %. К лету 2022 года турецкая лира подешевела почти в 2,5 раза по сравнением с началом 2021 года.

### Землетрясение 6 февраля 2023 года
6 февраля 2023 года с интервалом в девять часов на юго-востоке страны произошли два мощных землетрясения. Эпицентр первого, с магнитудой 7,8 (± 0,1), находился в районе Шехиткамиль в Газиантепе (Турция), эпицентр второго, с магнитудой 7,5 (± 0,1), — в районе Экинёзю в Кахраманмараше (Турция). После землетрясений было зарегистрировано несколько тысяч повторных толчков, с магнитудой самого сильного до 6,7. В результате катастрофы в Турции погибло свыше 50 000 человек. Землетрясение признано самым мощным в Турции после землетрясения 1939 года в Эрзинджане. Предыдущее превышающее по числу жертв землетрясение в мире произошло в 2010 году на Гаити.
Действия властей сразу подверглись жёсткой критике. Лидер оппозиционной Республиканской народной партии Кемаль Кылычдароглу 7 февраля заявил, что «отказывается смотреть на происходящее вне политики», а «если кто-то и несёт главную ответственность [за произошедшее], так это Эрдоган». Прокурдская Демократическая партия народов обвинила власти в препятствовании равному распределению помощи и отдаче предпочтения районам с более высоким процентом сторонников правящей партии.
Власти возбудили дела против 293 владельцев аккаунтов в социальных сетях за распространение дезинформации и провоцирование паники среди населения после землетрясений. Всего полиция выявила 613 владельца аккаунтов, в которых содержатся публикации о землетрясениях, которые они сочли провокационными и сделанными в целях провоцирования паники. Также инициирована блокировка 46 фишинговых сайтов, через которые злоумышленники выманивали деньги у желающих помочь пострадавшим.
После землетрясения в Турции вновь критикуется расходование средств, полученных от сборов так называемого «налога на землетрясение» или «специального налога на связь» (был введён после землетрясения 1999 года для создания резерва), в связи с его непрозрачностью. Высказывается предположение о несоблюдении правил строительства как причине обрушения многих зданий. Полиция Турции арестовала около десяти подрядчиков компаний-застройщиков домов, которые обрушились в результате землетрясений.
10 марта Реджеп Тайип Эрдоган объявил, что принял решение вести предвыборную кампанию без музыкального сопровождения из уважения к погибшим в землетрясениях.

## Избирательная система
Президент Турции избирается прямым голосованием, кандидат должен получить большинство (более 50 %) голосов избирателей, чтобы быть избранным. Если ни один из кандидатов не набирает абсолютного большинства голосов, то проводится второй тур между двумя кандидатами, получившими наибольшее количество голосов в первом туре. Первые прямые выборы президента Турции состоялись в 2014 году, после того как референдум 2007 года отменил прежнюю систему, при которой глава государства избирался законодательным органом — Великим национальным собранием Турции. Срок полномочий президента Турции ограничен, он может занимать свой пост не более двух сроков по пять лет. Если проводятся досрочные выборы до окончания второго срока, президенту разрешается пойти на третий срок. Досрочные выборы могут быть проведены либо с согласия 60 % депутатов Великого национального собрания, либо по указу президента. Только досрочные выборы с согласия Великого национального собрания во время второго президентского срока могут позволить президенту избираться на третий срок.
Будущим кандидатам в президенты должно быть не менее 40 лет, они должны иметь законченное высшее образование. Любая политическая партия, набравшая более 5 % голосов на предыдущих парламентских выборах, может выдвинуть своего кандидата, хотя партии, которые не преодолели этот порог, могут создавать альянсы и выдвигать совместных кандидатов до тех пор, пока их общая доля голосов не превысит 5 %. Независимые кандидаты могут баллотироваться, если они соберут 100 000 подписей избирателей. За ходом выборов следит Высший избирательный совет (YSK).

## Дата выборов
Президентские выборы в Турции должны пройти не позже 18 июня 2023 года в рамках всеобщих выборов 2023 года вместе с парламентскими выборами, которые состоятся в тот же день. 19 августа 2022 года министр юстиции Бекир Боздаг подтвердил дату выборов (18 июня), добавив, что оппозиция не может выбирать время для проведения голосования. В январе 2023 года действующий президент Реджеп Эрдоган допустил проведение выборов 14 мая — на месяц раньше запланированного срока. 14 мая — знаковая для Турции дата. В 1950 году в этот день на выборах победила исламистская Демократическая партия. Те выборы положили конец единоличному правлению кемалистов, наследницей которых является основная оппозиционная партия Турции РНП. 10 марта 2023 года эта дата была утверждена указом президента страны, таким образом выборы официально были назначены на 14 мая.

## Кандидаты

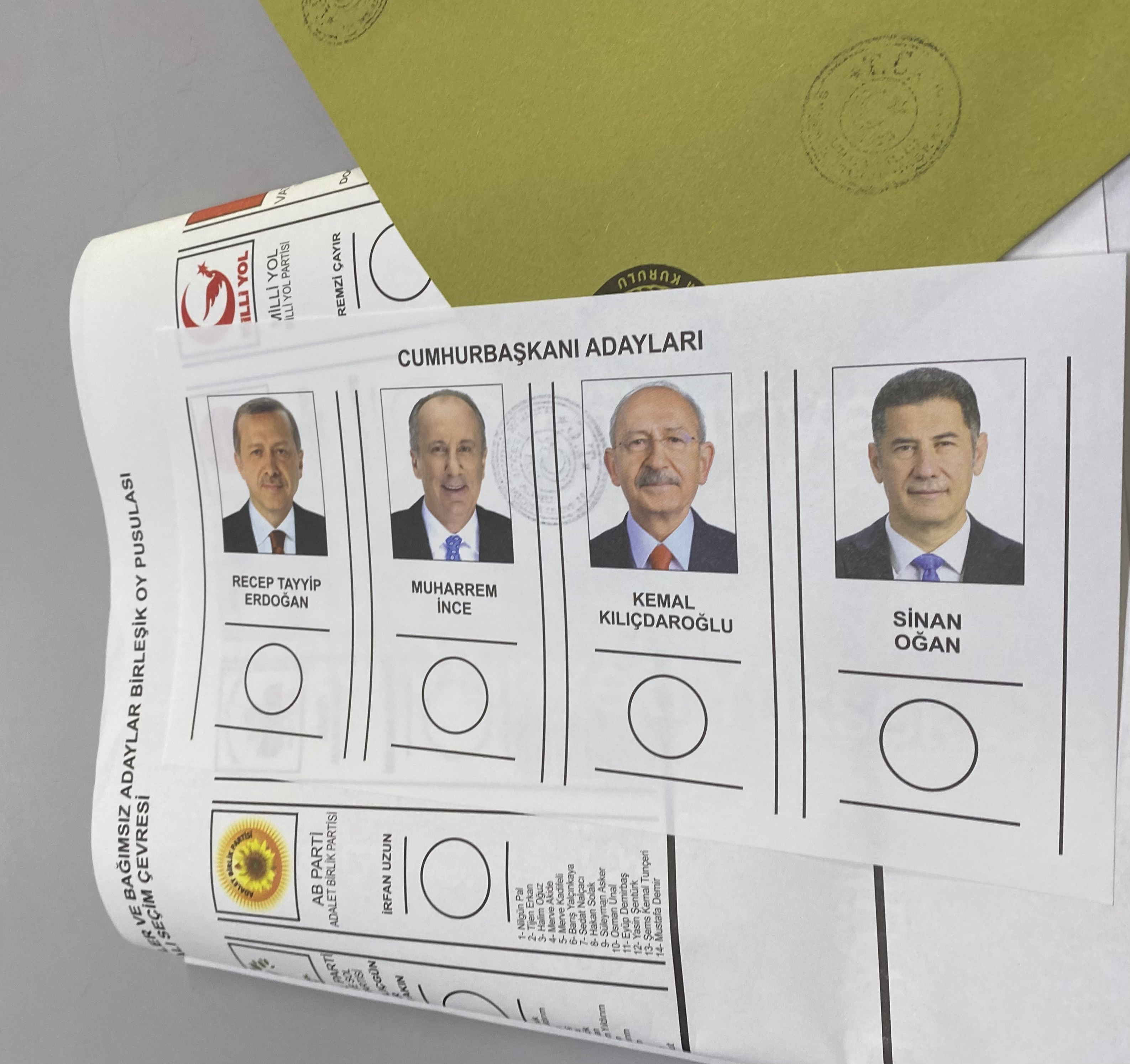
Избирательный бюллетень первого тура

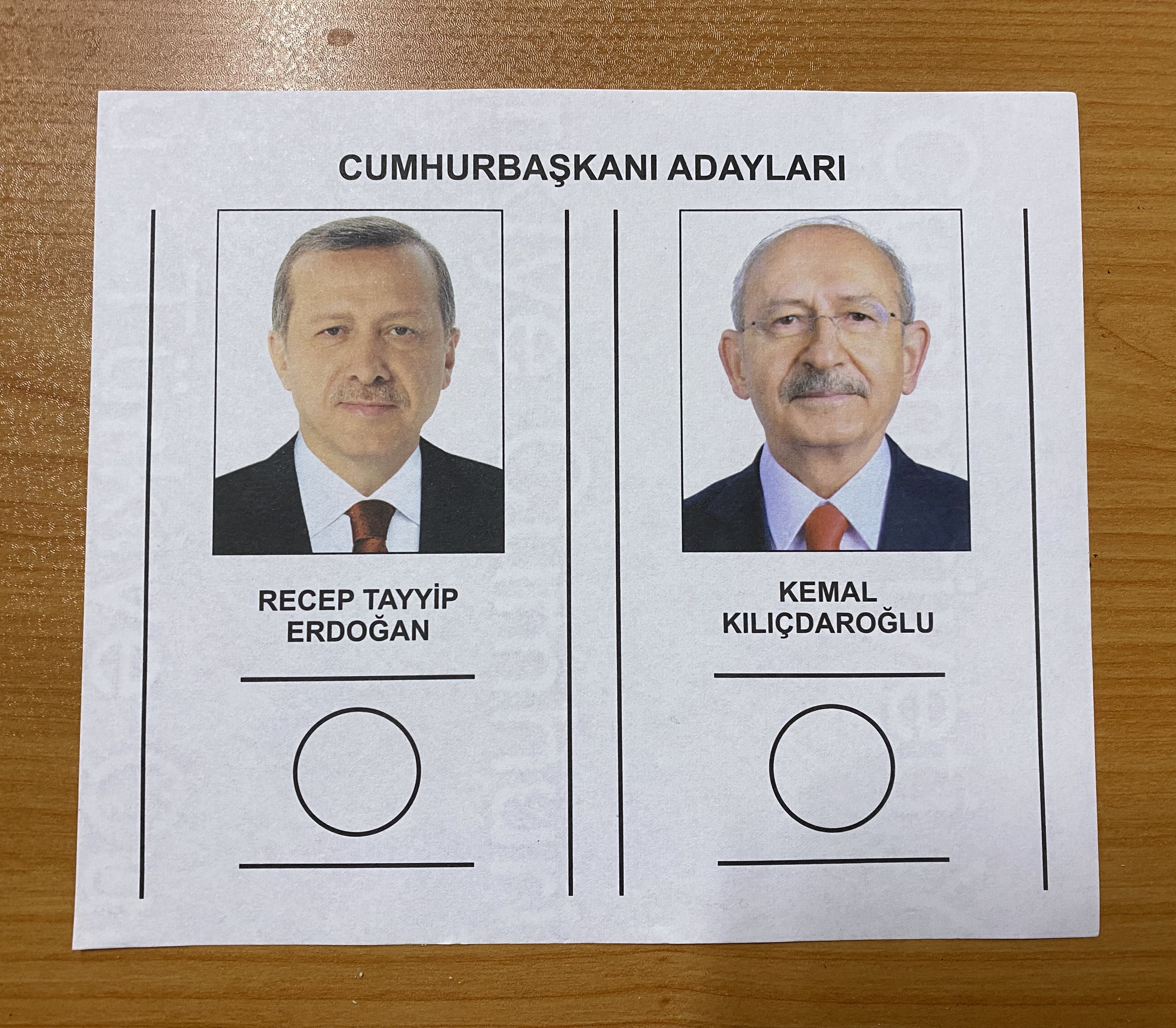
Избирательный бюллетень второго тура

### Кандидаты, зарегистрированные для участия
1 апреля, после жеребьёвки, проведённой Высшим избирательным советом Турции, места четырёх кандидатов в избирательном бюллетене были определены следующим образом:
| Список кандидатов в порядке их расположения в бюллетенях | Список кандидатов в порядке их расположения в бюллетенях | Список кандидатов в порядке их расположения в бюллетенях | Список кандидатов в порядке их расположения в бюллетенях | Список кандидатов в порядке их расположения в бюллетенях | Список кандидатов в порядке их расположения в бюллетенях | Список кандидатов в порядке их расположения в бюллетенях | Список кандидатов в порядке их расположения в бюллетенях | Список кандидатов в порядке их расположения в бюллетенях | Список кандидатов в порядке их расположения в бюллетенях | Список кандидатов в порядке их расположения в бюллетенях | Список кандидатов в порядке их расположения в бюллетенях | Список кандидатов в порядке их расположения в бюллетенях | Список кандидатов в порядке их расположения в бюллетенях | Список кандидатов в порядке их расположения в бюллетенях |
| -------------------------------------------------------- | -------------------------------------------------------- | -------------------------------------------------------- | -------------------------------------------------------- | -------------------------------------------------------- | -------------------------------------------------------- | -------------------------------------------------------- | -------------------------------------------------------- | -------------------------------------------------------- | -------------------------------------------------------- | -------------------------------------------------------- | -------------------------------------------------------- | -------------------------------------------------------- | -------------------------------------------------------- | -------------------------------------------------------- |
| 1                                                        | 1                                                        | 1                                                        | 1                                                        | 2                                                        | 3                                                        | 3                                                        | 3                                                        | 3                                                        | 3                                                        | 3                                                        | 4                                                        | 4                                                        | 4                                                        | 4                                                        |
|                                                          |                                                          |                                                          |                                                          |                                                          |                                                          |                                                          |                                                          |                                                          |                                                          |                                                          |                                                          |                                                          |                                                          |                                                          |
| Реджеп Тайип Эрдоган                                     | Реджеп Тайип Эрдоган                                     | Реджеп Тайип Эрдоган                                     | Реджеп Тайип Эрдоган                                     | Мухаррем Индже                                           | Кемаль Кылычдароглу                                      | Кемаль Кылычдароглу                                      | Кемаль Кылычдароглу                                      | Кемаль Кылычдароглу                                      | Кемаль Кылычдароглу                                      | Кемаль Кылычдароглу                                      | Синан Оган                                               | Синан Оган                                               | Синан Оган                                               | Синан Оган                                               |
| Народный альянс                                          | Народный альянс                                          | Народный альянс                                          | Народный альянс                                          | —                                                        | Национальный альянс                                      | Национальный альянс                                      | Национальный альянс                                      | Национальный альянс                                      | Национальный альянс                                      | Национальный альянс                                      | Альянс предков                                           | Альянс предков                                           | Альянс предков                                           | Альянс предков                                           |
| ПСР                                                      | ПНД                                                      | ПВЕ                                                      | НПБ                                                      | ПО                                                       | РНП                                                      | ХП                                                       | ПДП                                                      | ПБ                                                       | ПС                                                       | ДП                                                       | ПП                                                       | ПС                                                       | ПМС                                                      | ПТА                                                      |
| Кампания                                                 | Кампания                                                 | Кампания                                                 | Кампания                                                 | Кампания                                                 | Кампания                                                 | Кампания                                                 | Кампания                                                 | Кампания                                                 | Кампания                                                 | Кампания                                                 | Кампания                                                 | Кампания                                                 | Кампания                                                 | Кампания                                                 |

- Реджеп Тайип Эрдоган: 4 июня 2022 года правящая Партия справедливости и развития выдвинула действующего президента Реджепа Тайипа Эрдогана кандидатом на выборы[44]. Эрдоган к тому моменту находился на посту президента 8 лет. До того в течение 11 лет он был премьер-министром Турции. 9 июня Эрдоган подтвердил, что выдвинул свою кандидатуру на предстоящие в 2023 году выборы главы государства[45].
- Мухаррем Индже: 18 сентября 2021 года, выступая на съезде партии, сообщил, что готов стать кандидатом в президенты, но окончательный выбор сделают его однопартийцы[46]. 12 марта 2023 года партия Memleket объявила, что Индже будет кандидатом на президентских выборах[47]. К 25 марта 2023 года Индже собрал сто тысяч подписей, необходимые для балотирования[48]. 11 мая снял свою кандидатуру[47].
- Кемаль Кылычдароглу: 17 июня 2022 года зампред Народно-республиканской партии Сейит Торун сообщил, что кандидатом от оппозиции может стать лидер партии Кемаль Кылычдароглу, однако окончательное решение будет объявлено по итогам собрания лидеров шести оппозиционных партий[49]. Кандидатура Кылычдароглу была утверждена советом оппозиционных партий 6 марта 2023 года[50].
- Синан Оган: 4 августа 2022 года, выступая на национальном телевидении, политолог и бывший депутат парламента Турции Синан Оган сообщил, что готов выдвинуть свою кандидатуру на выборы, рассчитывая на голоса тех, кто ещё не определился со своим выбором. 11 марта 2023 года он был зарегистрирован как кандидат на выборы от Альянса АТА[51].

### Заявлявшие о намерении участвовать
- Ахмет Давутоглу: 1 июня 2022 года бывший премьер-министр Турции Ахмет Давутоглу сообщил, что блок шести оппозиционных партий, который он представляет, намерен выдвинуть единого кандидата на президентские выборы[52].
- Джем Узан[англ.]: 9 июня 2022 года в интервью газете Sözcü проживающий во Франции турецкий бизнесмен и бывший медиа-магнат Джем Узан заявил, что намерен выставить свою кандидатуру на предстоящих выборах президента. В Турции, Великобритании и США он заочно приговорен к тюремному заключению за мошенничество[53].

### Отказавшиеся от участия
- Девлет Бахчели: 7 сентября 2020 года председатель Партии националистического движения Турции Девлет Бахчели объявил, что кандидатом от правящего блока на президентских выборах 2023 года станет действующий глава государства Реджеп Тайип Эрдоган, а сам он баллотироваться не намерен[54].
- Экрем Имамоглу: 7 октября 2021 года мэр Стамбула Экрем Имамоглу во время пресс-конференции в своем родном городе Трабзоне отказом ответил на вопрос о выдвижении своей кандидатуры на предстоящих выборах президента Турции[55].
- Мансур Яваш: 30 октября 2021 года мэр Анкары Мансур Яваш сообщил, что не имеет намерений выдвигаться на пост президента Турции. Он сказал, что планирует сконцентрироваться на работе в турецкой столице[56].
- Мухаррем Индже: 11 мая, за три дня до выборов, решил снять свою кандидатуру, не уточнив причин. Он обвинил оппонентов в попытках уничтожить его репутацию и публикации фейков[11][47].

## Предвыборная кампания
Предположительно поддельное секс-видео с изображением кандидата в президенты Мухаррема Индже было распространено незадолго до того, как он выбыл из гонки. Индже утверждал, что для создания видео была использована технология дипфейка, и заявил, что пострадал от «подрыва репутации». Эрдоган позвонил Индже, чтобы выразить свою поддержку, и осудил видео, назвав его «тактикой гюленистов».
Обвинения во вмешательстве: лидер турецкой оппозиции К. Кылычдароглу 12 мая заявил в Твиттере о том, что Россия проводит кампанию по дезинформации на стороне нынешнего президента Турции; комментируя это, Д. Песков, посол в Турции и другие официальные лица отвергли обвинения во вмешательстве в дела Турции.
Были высказаны критические замечания в адрес медленных темпов подсчёта голосов за рубежом: на момент подсчёта 90 % бюллетеней внутри страны было подсчитано только 30,8 % бюллетеней из-за рубежа. Ахмет Йенер из Высшего избирательного совета сказал, что эти задержки были «нормальными» и что увеличение количества бюллетеней и конкурирующих партий замедлило подсчет голосов.

## Результаты

### Первый тур
Результаты первого тура выборов были опубликованы 19 мая в официальном вестнике Высшего избирательного совета Турции. В ходе первого тура президентских выборов действующий президент Реджеп Тайип Эрдоган набрал 49,52 % голосов, Кемаль Кылычдароглу — 44,88 %, Синан Оган — 5,17 %, Мухаррем Индже — 0,43 %. Явка в Турции составила 88,84 %, за рубежом — 53,85 %. Несмотря на то, что Мухаррем Индже снял свою кандидатуру ещё до начала выборов, он остался в бюллетенях, а голоса за него были признаны действительными. Поскольку ни один из кандидатов не смог набрать большинства голосов (50 %), 28 мая состоялся второй тур между Реджепом Тайипом Эрдоганом и Кемалем Кылычдароглу.
| Результаты (первый тур)                     | Результаты (первый тур)   | Результаты (первый тур) | Результаты (первый тур) | Результаты (первый тур) | Результаты (первый тур)           |
|                                             | Партия                    | Имя кандидата           | Голосов                 | %                       | Комментарий                       |
| ------------------------------------------- | ------------------------- | ----------------------- | ----------------------- | ----------------------- | --------------------------------- |
|                                             | Справедливости и развития | Реджеп Тайип Эрдоган    | 27 133 849              | 49,52                   | Лидирует и проходит во второй тур |
|                                             | Республиканская народная  | Кемаль Кылычдароглу     | 24 595 178              | 44,88                   | Проходит во второй тур            |
|                                             | Независимый кандидат      | Синан Оган              | 2 831 239               | 5,17                    |                                   |
|                                             | Отчизны                   | Мухаррем Индже          | 235 783                 | 0,43                    | Снял кандидатуру                  |
| Всего                                       | Всего                     | Всего                   | 54 796 049              | 100                     |                                   |
| Действительные голоса                       | Действительные голоса     | Действительные голоса   | 54 796 049              | 98,14                   |                                   |
| Недействительные голоса                     | Недействительные голоса   | Недействительные голоса | 1 037 104               | 1,86                    |                                   |
| Всего голосов                               | Всего голосов             | Всего голосов           | 55 833 153              | 100                     |                                   |
| Явка                                        | Явка                      | Явка                    | 64 145 504              | 87,04                   |                                   |
| Источник: Высший избирательный совет Турции |                           |                         |                         |                         |                                   |

### Второй тур
Во втором туре выборов  Эрдоган набрал 52,18 % голосов, а Кылычдароглу — 47,82 %. Явка в Турции составила 85,71 %, за рубежом — 56,34 %. Таким образом, Эрдоган становится президентом Турции, имея право управлять страной в течение 5 лет.
| Результаты (второй тур)              | Результаты (второй тур)   | Результаты (второй тур) | Результаты (второй тур) | Результаты (второй тур) | Результаты (второй тур) |
|                                      | Партия                    | Имя кандидата           | Голосов                 | %                       | Комментарий             |
| ------------------------------------ | ------------------------- | ----------------------- | ----------------------- | ----------------------- | ----------------------- |
|                                      | Справедливости и развития | Реджеп Тайип Эрдоган    | 27 834 692              | 52,18                   | Избран президентом      |
|                                      | Республиканская народная  | Кемаль Кылычдароглу     | 25 504 552              | 47,82                   |                         |
| Всего                                | Всего                     | Всего                   | 53 339 244              | 100                     |                         |
| Действительные голоса                | Действительные голоса     | Действительные голоса   | 53 339 244              | 98,73                   |                         |
| Недействительные голоса              | Недействительные голоса   | Недействительные голоса | 684 372                 | 1,27                    |                         |
| Всего голосов                        | Всего голосов             | Всего голосов           | 54 023 616              | 100                     |                         |
| Явка                                 | Явка                      | Явка                    | 64 197 419              | 84,15                   |                         |
| Источники: Anadolu Ajansı, Habertürk |                           |                         |                         |                         |                         |

### Реакция
Эрдоган выразил благодарность своим сторонникам во время речи в Стамбуле, заявив, что все 85 миллионов граждан страны были «победителями» на выборах, в то же время насмехаясь над поражением своего оппонента словами «Пока, пока, пока, Кемаль».  Кылычдароглу назвал эти выборы «самыми несправедливыми за последние годы». В то же время он признал поражение, сказав: «Моя настоящая печаль связана с трудностями, ожидающими эту страну». Он пообещал продолжать борьбу против Эрдогана, призвав своих сторонников продолжать борьбу за отстаивание демократических принципов и выразил разочарование массовым притоком беженцев в страну, отметив, что «турецкий народ стал гражданами второго сорта». Звучали призывы Кылычдароглу сложить с себя полномочия главы партии.
Ещё до окончания подсчёта голосов во втором туре Эрдоган начал получать поздравления от лидеров различных стран. По мнению Би-би-си, это показывает Эрдогана как «ловкого посредника, способного извлекать выгоду для Турции из самых сложных конфликтов, не принимая ни одной из сторон». Так, Эрдогана поздравил не только президент России Владимир Путин, но и президент Украины Владимир Зеленский. Генеральный секретарь НАТО Йенс Столтенберг поздравил Эрдогана, заявив, что «с нетерпением ожидает продолжения нашей совместной работы и подготовки к саммиту НАТО в июле». Глава ООН Антонио Гутерриш также поздравил президента Эрдогана с переизбранием.